# Muilla maritima
Muilla maritima là một loài thực vật có hoa trong họ Măng tây. Loài này được (Torr.) S.Watson ex Benth. mô tả khoa học đầu tiên năm 1883.